# Алегр
Алегр (фр. Allègre) — французский муниципалитет, расположенный в кантоне Плато О-Веле округа Ле-Пюи-ан-Веле департамента Верхняя Луара в регионе Овернь-Рона-Альпы.

## География
Аллегр расположен на высоте 1040 метров над уровнем моря, в самом сердце массива Веле, который имеет наибольшее количество вулканов: около 500. Благодаря этому Аллегр славится разнообразием камней: красные или зелёные лавы, чёрный базальт, граниты.

## Топонимика
Считается, что топоним «Алегр» возникло как название места в Веле на высоте между 1000 и 1100 м, где имеется четыре вулкана: Мон-Бар, Мон-Баури, Моншод и Ринг. Наиболее вероятно, что название происходит от латинского alacer = «быстрый».
Первоначально местность называлась Гразак, что засвидетельствовано документально в 946 году. Название Алегр впервые появляется в 1217 году и долгое время использовалось наряду с Гразак, пока с годами последнее название окончательно не исчезнло в пользу Алегр.
Алегр была именем благородной семьи, владевшей замком с видом на одноимённую деревню.

## Население
Население коммуны на 2014 год составляло 955 человек.
| 1793 | 1821 | 1831 | 1841 | 1851 | 1861 | 1872 | 1881 | 1891 | 1901 | 1911 | 1921 | 1931 | 1936 | 1946 | 1954 | 1962 | 1975 | 1982 | 1990 | 1999 | 2006 | 2008 | 2013 | 2014 |
| ---- | ---- | ---- | ---- | ---- | ---- | ---- | ---- | ---- | ---- | ---- | ---- | ---- | ---- | ---- | ---- | ---- | ---- | ---- | ---- | ---- | ---- | ---- | ---- | ---- |
| 997  | 1050 | 2033 | 2048 | 1960 | 1747 | 1674 | 1844 | 1851 | 1777 | 1726 | 1503 | 1451 | 1447 | 1371 | 1378 | 1487 | 1459 | 1313 | 1176 | 1007 | 1008 | 1008 | 959  | 955  |

## Известные уроженцы
- Жермен Тийон (1907—2008) — участница французского движения сопротивления, этнолог.